# Faculdade de Filosofia, Letras e Ciências Humanas da Universidade de São Paulo
Die Faculdade de Filosofia, Letras e Ciências Humanas da Universidade de São Paulo (FFLCH) ist eine Fakultät der Universität von São Paulo. Die FFLCH wurde 1934 als Faculdade de Filosofia, Ciências e Letras im Zentrum der Stadt São Paulo gegründet. Nach Studentenunruhen 1968 wurde sie in die Cidade Universitária Armando de Salles Oliveira verlegt und erhielt ihren jetzigen Namen. Rund 400 Dozierende unterrichten in ihr etwa 9000 Bachelorstudierende und etwa 2900 Postgraduierende. Direktorin der FFLCH ist Maria Arminda do Nascimento Arruda (2016–2020).
Die Bibliothek der Fakultät (Biblioteca Florestan Fernandes) ist nach Florestan Fernandes benannt. Die Verwaltung der Fakultät befindet sich an der Rua do Lago 717, westlich der Lehrgebäude.

## Studienangebot

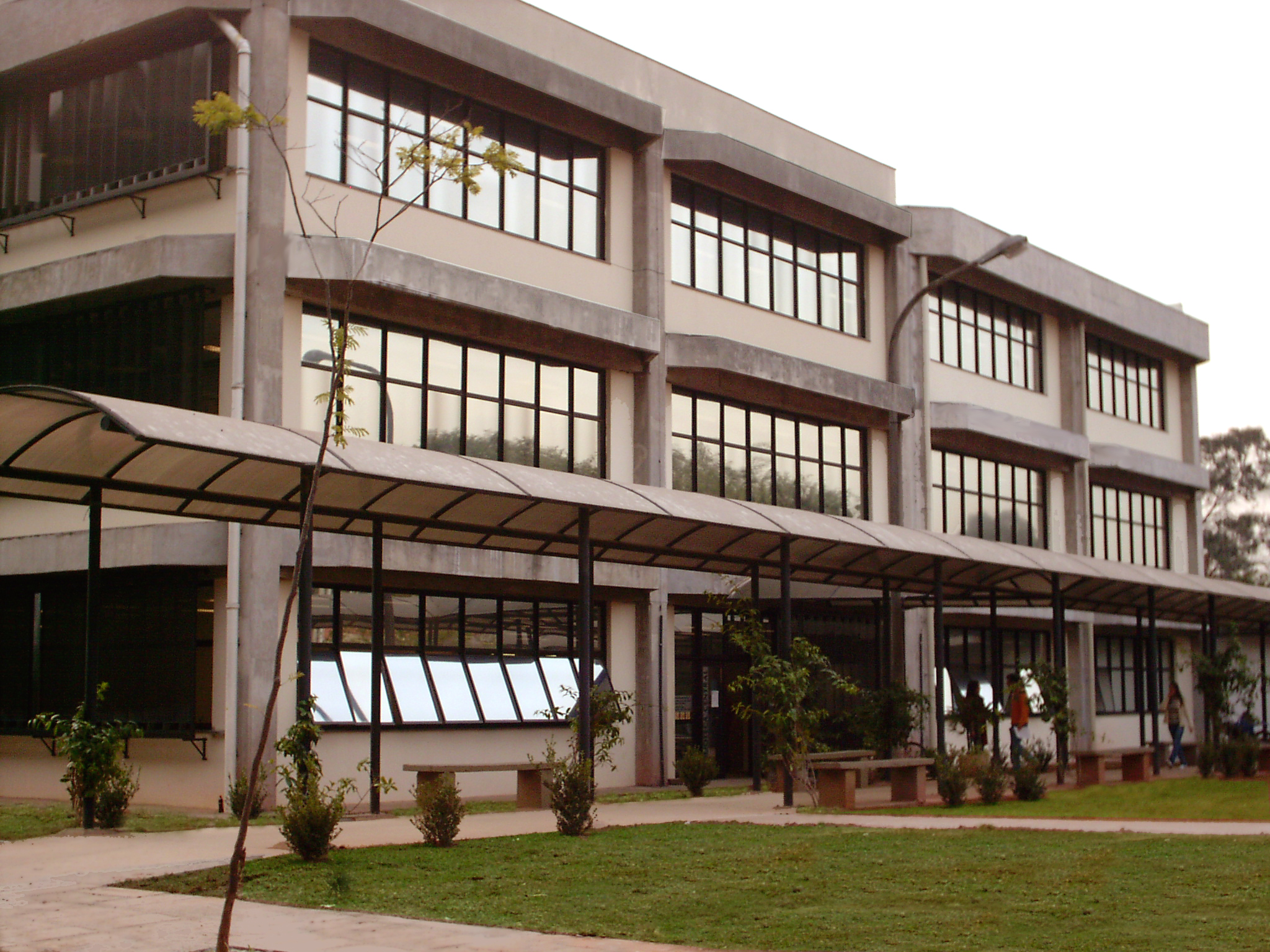
Biblioteca Florestan Fernandes, die zentrale Bibliothek der FFLCH

Die FFLCH bietet derzeit fünf Bachelorstudiengänge― Geschichte, Geographie, Sozialwissenschaften, Philosophie und Sprache/Literatur (letras) ― an, welche auf elf Departemente verteilt sind:
- Anthropologie
- Politikwissenschaften
- Soziologie
- Philosophie
- Geographie
- Geschichte
- Klassische und Vernakularsprachen und Literaturen
- Moderne Sprachen und Literaturen
- Östliche Sprachen und Literaturen
- Linguistik
- Literaturtheorie und Vergleichende Literaturwissenschaft

## Emeritierte Professoren der FFLCH
Der Titel der Emeritierten Professur (professor emérito) der FFLCH wurde folgenden Personen verliehen:
- 1964 – Fernando de Azevedo
- 1965 – Milton Camargo da Silva Rodrigues
- 1966 – Mário Pereira de Souza Lima
- 1966 – Ernest Gustav Gotthelf Marcus
- 1966 – Antonio Candido de Mello e Souza
- 1981 – José Ribeiro de Araújo Filho
- 1982 – Antonio Augusto Soares Amora
- 1985 – Isaac Nicolau Salum
- 1985 – Florestan Fernandes
- 1987 – Azis Simão
- 1987 – Segismundo Spina
- 1989 – Egon Schaden
- 1990 – Maira Isaura Pereira de Queiroz
- 1992 – Fernando Henrique Cardoso
- 1993 – Donald Pierson
- 1994 – Oracy Nogueira
- 1994 – Eduardo d’Oliveira França
- 1997 – Milton Santos
- 1997 – Pasquale Petrone
- 1997 – Octavio Ianni
- 1998 – José Arthur Gianotti
- 1998 – Ruy Fausto
- 1998 – Bento Prado de Almeida Ferraz Junior
- 1998 – Leyla Perrone-Moisés
- 1999 – Gilda de Mello e Souza
- 1999 – Emilia Viotti da Costa
- 2000 – Aziz Nacib Ab'Saber
- 2001 – João Baptista Borges Pereira
- 2001 – José Aderaldo Castello
- 2001 – Oswaldo Porchat de Assis Pereira da Silva
- 2001 – Boris Schnaiderman
- 2001 – Décio de Almeida Prado – posthumous
- 2002 – Eunice Ribeiro Durham
- 2003 – Paula Beiguelman
- 2003 – Carlos Augusto de Figueiredo Monteiro
- 2003 – José Pereira de Queiroz Neto
- 2003 – José Sebastião Witter
- 2006 – Fernando Antonio Novais
- 2008 – Ulpiano Toledo Bezerra de Meneses
- 2008 – Francisco Maria Cavalcanti de Oliveira
- 2008 – José de Souza Martins
- 2009 – Alfredo Bosi
- 2009 – Marlyse Madeleine Meyer
- 2009 – Carlos Guilherme Santos Serôa da Mota
- 2010 – Dino Fioravante Preti
- 2010 – Lux Boelitz Vidal
- 2010 – Sedi Hirano
- 2011 – Walnice Nogueira Galvão
- 2011 – Davi Arrigucci Júnior
- 2011 – Gabriel Cohn
- 2012 – Maria Lígia Coelho Prado
- 2013 – Ataliba Teixeira de Castilho
- 2013 – Maria Odila Leite da Silva Dias
- 2013 – Francisco Corrêa Weffort
- 2014 – Maria de Lourdes Monaco Janotti
- 2015 – Anita Waingort Novinsky
- 2017 – Marilena Chauí